# 実年素人探偵とおんな秘書の名推理
『実年素人探偵とおんな秘書の名推理』（じつねんしろうとたんていとおんなひしょのめいすいり）は、1986年から1993年までテレビ朝日系「土曜ワイド劇場」で放送されたテレビドラマシリーズ。全9回。主演は愛川欽也。別名「フレンド旅行社シリーズ」。

## キャスト

### フレンド旅行社
社長一人、社員一人の小さな旅行会社で、業績が悪く倒産寸前とまでされている。旅行の仕事は回ってくるものの、毎回殺人事件に巻き込まれる始末。そのたびにラブリー旅行社にバカにされている。
浅村志摩男
演 - 愛川欽也
社長。かつては五葉商事に勤務していた（第8作）。趣味は自転車に乗ること。呑気でマイペースな性格。旅行の業務中に殺人事件に巻き込まれては首を突っ込んでいく。そのたびに部下の倫子に本業もしっかりやるよう叱責される。
久保田倫子
演 - 榊原郁恵（第1作 - 第3作）、鳥越マリ（第4作 - 第9作）
たった一人の社員。仙台青葉高校の卒業生で、バレー部に所属していた（第2作）。仙台出身。呑気でマイペースな社長には毎度手を焼いている。

### ラブリー旅行社
フレンド旅行社にとってはライバル会社で、社長一人、社員一人ではあるもののフレンド旅行社とは対照的に業績は良好である。業績の悪いフレンド旅行社をいつも小馬鹿にしている。
米田とき子
演 - 中原早苗（第3作 - 第8作）
社長。
今井信二
演 - 井川晃一（第2作 - 第9作）
たった一人の社員。

### ゲスト
第1作「伊勢志摩同窓会殺人事件」（1986年）
- 容子（浅村の高校時代の憧れのマドンナ） - 上村香子
- 元川加奈子（元川の妻） - 西川さくら
- 鳥井（医療器具販売） - 北村総一朗
- 野間（病院経営者） - 佐原健二
- 岩田（法律事務所経営者） - 小野武彦
- 刑事 - 井川晃一
- 元川（浅村の恩師） - 浜村純
- 関時男、朝戸鉄也、那波一寿、松浪志保、市川勉、阿部光子、岡田和子、河上幸恵、本庄和子、神崎智孝、轟謙司

第2作「みちのく鳴子温泉同窓会殺人事件」（1988年）
- 佳江（大学の研究室の助手） - 蜷川有紀
- マリモ（温泉芸者） - 岡本麗
- ミドリ（京子の店の従業員） - 松本ちえこ
- 加納（倫子の高校時代のバレー部の監督） - 大場順
- 房子（倫子の高校時代のバレー部の仲間） - 野見山夏子
- 洋子（弁護士夫人） - 植木まり子
- 京子（美容チェーン店のオーナー） - 長坂しほり
- 有村（刑事） - 清水章吾
- 宮原八一朗（クラブ顧問） - 内藤武敏
- 井川晃一、落合ひろみ、榎本えり、中島由美子、田辺基子、大久保敏子、鳥井千恵、東静子、上田忠好

第3作「北海道湯けむりツアー殺人事件」（1988年）
- 白鳥（弁当屋経営者） - 奥村公延
- トミ（白鳥の妻） - 富田恵子
- 草野（桃子の夫） - 高津住男
- 桃子（浅村が学生のころ妹のように可愛がっていた女性） - 鈴鹿景子
- ユカリ（女子大生） - 世利ゆかり
- マユミ（女子大生） - 中野聖子
- 横田（経営コンサルタント） - 沼田爆
- 花岡（不動産屋の御曹司） - 保積ぺぺ
- 松本朝生、加藤茂雄、清水宏、時本和也、小林真琴、中西典子、斉藤崇、犀川猛史、北川陽一郎

第4作「仙台・松島湾島めぐりツアー殺人事件」（1989年）
- ナツコ（デパート従業員・杉田の恋人） - 山咲千里
- 杉田（フリーライター） - 高岡健二
- ヨシエ（コンパニオン） - 川俣しのぶ
- 刑事 - 福田健次
- アキコ - 川口節子
- アヤコ（OL） - 上田綾
- トモコ - 太田久美
- 岩井 - 山根久幸
- 刑事 - 谷村昌彦
- 滝本健一（青年実業家） - 石田信之
- 石黒 - 小倉一郎
- サキエ - 中島ゆたか
- 花村 - 根上淳
- 植木まり子、斎藤崇、米川幸、古瀬公則、飯島明子、中西典子、坂口徹郎

第5作「北陸加賀温泉お見合いツアー殺人事件」（1989年）
- 稲田ミノル - 下條アトム
- 村野シズ - 島かおり
- 御木本伸介、福田公子、津村鷹志、大原ますみ、立原ちえみ、石沢徹、朝良晃三、斉藤崇、阿南聡、東静子、鈴木美智子、横村直子、荒木恵子、井上高志、井上博一、松村彦次郎

第6作「関門海峡殺人事件」（1990年）
- 新田順子（幸司の婚約者） - 七瀬なつみ
- 幸司（源治郎の甥） - 下塚誠
- 厚男（源治郎の従兄弟） - 佐原健二
- 影山久太郎（源次郎の娘婿） - 頭師孝雄
- 忠志（源治郎の甥） - 中西良太
- 刑事 - 園田裕久
- 影山源治郎（当主） - 守田比呂也
- 井沢伊佐子（源治郎の妻の妹） - 岩本多代
- 加沢隆治（陶芸家） - 伊藤孝雄
- 桑田和美、秋野陽介、古川明美、山崎衣美子、佐久間まち子、川瀬ひろ子

第7作「佐渡・越後路同窓会ツアー殺人事件」（1991年）
- 柴山初枝 - 奈美悦子
- 吉岡ゆかり - 金剛寺美樹
- 上杉裕子 - 朝比奈順子
- 村木博子 - 岡田由紀子
- 大浦 - 井上高志
- 篠原（大学教授） - 志賀圭二郎
- 根本 - 児玉頼信
- 根本健次郎（根本の弟） - 大場順
- 相川警察署 刑事 - 灰地順
- 篠原千賀子（篠原の妻） - 柏木由紀子
- 北村行正、飯田則子、丸山英機

第8作「鳥羽・賢島同期会ツアー殺人事件」（1992年）
- 大岡由梨絵（小料理店「小竹」経営者） - 上村香子
- 沢本正夫（五葉商事経理部 係長） - 清水章吾
- 原島卓也（五葉商事 事業本部長） - 佐原健二
- 風間洋子（人材派遣会社経営者） - 真木洋子
- 野上裕介（五葉商事水戸支社 社員） - 北村総一朗
- 斉木勇造（五葉商事 社員） - 関時男
- 高木京子（未亡人） - 西川ひかる
- 中沢 - 真実一路
- 沢本が住んでいた家の隣家の主婦 - 三田登喜子
- 沢本ヨウイチ（沢本の息子・半年前に交通事故で死亡） - 太田翔平
- 鳥羽警察署 警部 - 江藤漢
- 黒木（鳥羽警察署 刑事） - 徳江一裕
- 染奴（芸者） - 浅見美那
- 沢本幸子（沢本の妻） - 金沢喜久子
- 大岡兵助（由梨絵の祖父） - 浜村純
- 船場牡丹、八月薫子、川口節子、横村直子、丸山英機、久米由美子

第9作「湯けむり草津温泉 女たちの殺人研修ツアー」（1993年）
- 君原加代子（ヒロビューティーサロン6号店 店長） - 風祭ゆき
- 下村達也（6号店の美容師） - 円谷浩
- 山根恵子（ヒロビューティーサロン2号店 店長） - 石倭裕子
- 沢田夏子（ヒロビューティーサロン3号店 店長） - 福家美峰
- 村川いずみ - 秋月美有紀
- 杉本（刑事） - 新井つねひろ
- 岡島 - 吉原丈二
- 加藤町子（ヒロビューティーサロン5号店 店長） - 柾木良子
- 松野浩子（ヒロビューティーサロンのオーナーで1号店店長） - 宗方奈美
- 富田（草津警察署 刑事） - 桜井センリ
- 元木弥生（美容師） - 大場久美子
- 根岸由里子、杉山みどり、藤田典子、丸山英機、大谷善美、菊地晶、柿原由記、柿原緑、大井淳子、田中友香里、田中友紀恵

## スタッフ
- 原作 - 豊田行二
- 脚本 - 猪又憲吾、亜槍文代、ちゃき克彰、黒岩夕城、大前玲子
- 音楽 - 丸谷晴彦
- 監督 - 日高武治、山本迪夫、松島稔
- プロデューサー - 渡邊毅（東宝）、大井素宏（第8作）
- 制作 - テレビ朝日、東宝

## 放送日程
| 話数 | 放送日         | サブタイトル                            | 原作                   | 脚本              | 監督     | 視聴率 |
| ---- | -------------- | --------------------------------------- | ---------------------- | ----------------- | -------- | ------ |
| 1    | 1986年12月6日  | 伊勢志摩同窓会殺人事件                  | 「ひかり10号殺人事件」 | 猪又憲吾          | 日高武治 | 20.5%  |
| 2    | 1988年1月16日  | みちのく鳴子温泉同窓会殺人事件          |                        | 猪又憲吾          | 日高武治 | 20.0%  |
| 3    | 1988年10月1日  | 北海道湯けむりツアー殺人事件            |                        | 猪又憲吾          | 山本迪夫 | 21.5%  |
| 4    | 1989年8月12日  | 仙台・松島湾島めぐりツアー殺人事件      |                        | 猪又憲吾          | 日高武治 | 16.4%  |
| 5    | 1989年12月23日 | 北陸加賀温泉お見合いツアー殺人事件      |                        | 亜槍文代 猪又憲吾 | 日高武治 | 21.2%  |
| 6    | 1990年6月9日   | 関門海峡殺人事件                        | 「関門海峡殺人事件」   | ちゃき克彰        | 山本迪夫 | 21.3%  |
| 7    | 1991年4月27日  | 佐渡・越後路同窓会ツアー殺人事件        |                        | ちゃき克彰        | 山本迪夫 | 16.9%  |
| 8    | 1992年9月12日  | 鳥羽・賢島同期会ツアー殺人事件          |                        | 黒岩夕城          | 松島稔   | 19.7%  |
| 9    | 1993年5月1日   | 湯けむり草津温泉 女たちの殺人研修ツアー |                        | 大前玲子          | 松島稔   | 15.4%  |

## 備考
- 第2作は当初、1987年12月5日に放送される予定でしたが、諸事情により、1988年1月16日に延期になった。
- このシリーズの企画当初、第1作は愛川欽也メインの同窓会ものでやってみて、視聴率が取れてシリーズ化になったら、第2作は榊󠄀原郁恵メインの同窓会ものでやろうと最初から決めていた。
- 第8作は、主演の愛川欽也とスタッフ関係者が第1作の出演メンバーでまたやりたいねという懇願が叶い、第1作のゲスト出演者である上村香子、北村総一朗、西川さくら、などが第8作にもゲスト出演されて、設定や場所は変えて制作された。